# Sirnitz (Gurk)
Die Sirnitz ist ein linker Zufluss der Gurk im österreichischen Bundesland Kärnten in Österreich.

## Lage
Sie entspringt nordöstlich des Steinbühels und fließt nach Osten, bis sie bei Neualbeck in die Gurk mündet. Das Einzugsgebiet liegt in der Gemeinde Albeck.

## Nebenbäche
Die Sirnitz hat ein Einzugsgebiet von 40,1 Quadratkilometern, ihre größten Nebenbäche sind:
| Name                  | Mündungsseite | Mündungsort | Einzugsgebiet in km² |
| --------------------- | ------------- | ----------- | -------------------- |
| Bach von Hochwiditsch | rechts        | Hofern      | 02,4                 |
| Schattseitenbach      | rechts        |             | 01,8                 |
| Stronbach             | links         |             | 12,5                 |
| Leonhardsbach         | rechts        | Benesirnitz | 07,4                 |
| Ramelbach             | links         | Sirnitz     | 03,0                 |
| Klingbach             | links         |             | 02,5                 |